# Colombier-en-Brionnais
Colombier-en-Brionnais is een gemeente in het Franse departement Saône-et-Loire (regio Bourgogne-Franche-Comté) en telt 235 inwoners (1999). De plaats maakt deel uit van het arrondissement Charolles.

## Geografie
De oppervlakte van Colombier-en-Brionnais bedraagt 13,5 km², de bevolkingsdichtheid is 17,4 inwoners per km².
De onderstaande kaart toont de ligging van Colombier-en-Brionnais met de belangrijkste infrastructuur en aangrenzende gemeenten.

## Demografie
Onderstaande figuur toont het verloop van het inwonertal (bron: INSEE-tellingen).